# Lorena Piñón Rivera
Lorena Piñón Rivera (San Rafael, Veracruz; 27 de enero de 1984) Es una política y abogada mexicana, originaria de San Rafael, Veracruz. Actualmente ostenta el cargo de Secretaria de Gestión Social del Comité Ejecutivo Nacional del Partido Revolucionario Institucional.

## Primeros años
Hija de Alfredo Piñón Crespo y de Bertha Elsy Rivera López. Cuando Lorena cumplió los 3 años, su papá migró a los Estados Unidos. El tío de su abuela, Vicente Lombardo Toledano  fue Gobernador de Puebla, líder fundador de la Confederación de Trabajadores de México y Candidato a la Presidencia de la República en 1952 por el Partido Popular Socialista.[cita requerida]

## Inicios en la política
Se incorporó al Comité Directivo Estatal del Frente Juvenil Revolucionario como Secretaria de Acción Femenil y realizó el procedimiento de cambio de carrera, para así matricularse en la Facultad de Derecho de la Universidad Veracruzana, con sede en Xalapa, Veracruz.
Durante ese mismo 2003 fue una activista para declarar a la comunidad de San Rafael como un municipio independiente de Martínez de la Torre, hecho que finalmente se consumó en diciembre con la publicación del decreto que también reconocía a Santiago Sochiapan como nuevo municipio veracruzano.
En febrero de 2005 asumió el cargo de Secretaria de Mujeres Jóvenes del Partido Revolucionario Institucional en el Estado de Veracruz, siendo la dirigente fundadora en la entidad de esa organización.
En agosto de 2005 fue seleccionada por el Instituto de la Juventud Veracruzana, para representar al Distrito Local con cabecera en Martínez de la Torre en el Primer Parlamento Juvenil de Veracruz.[cita requerida]
Durante el 2009 se hizo una renovación profunda en la representación estudiantil universitaria y así el Consejo Estatal de Escuelas y Facultades de la Universidad Veracruzana se transformó en la asociación “Estudiante UV”, en donde Lorena Piñón fungió como lideresa para agrupara las mesas directivas de todas las facultades.
En diciembre de 2010 fue designada como Directora del Instituto de la Juventud Veracruzana.
En 2013 fue designada como Secretaria Adjunta a la Presidencia del Comité Directivo Estatal del PRI en Veracruz.[cita requerida]

### Candidata a la Presidencia Municipal de San Rafael
En 2017 fue postulada como candidata a la Presidencia Municipal de San Rafael, Veracruz. Durante la madrugada del 4 de junio, horas previas a la realización de la jornada electoral, su camioneta y su domicilio fueron baleados.[cita requerida]

### Delegada de la Secretaría de Relaciones Exteriores
En febrero de 2018, Lorena Piñón Rivera es designada por el Canciller Luis Videgaray Casso como Delegada Federal de la Secretaría de Relaciones Exteriores en el estado de Veracruz, cargo que ejerció hasta diciembre del mismo año.

## Aspirante a la Presidencia Nacional del PRI
Ante la inminente renovación de la dirigencia nacional del PRI, Lorena Piñón Rivera envió en febrero de 2019 una carta a la Senadora Claudia Ruíz Massieu para informarle oficialmente de su aspiración a ser su sucesora como Presidenta Nacional del partido.
El 22 de junio se realizó la jornada de registro de aspirantes a la dirigencia nacional y Lorena Piñón Rivera llevó como compañero de fórmula a Daniel Santos Flores.  EL 28 de junio la Comisión Nacional de Justicia declara la expulsión de Lorena Piñón Rivera del PRI, por presuntamente haber participado como aspirante a la diputación local por el PAN en el 2016. Esto tuvo como consecuencia la anulación de su candidatura.
El 11 de julio el Tribunal Electoral del Poder Judicial de la Federación ordenó al PRI restituir de inmediato la candidatura de Lorena Piñón Rivera y Daniel Santos Flores.
El 17 de julio participó en el primer debate entre aspirantes a la presidencia nacional del PRI, en donde de manera abierta culpó a Ivonne Ortega Pacheco de haber operado en su contra para que fuera expulsada.
Esta polémica se agravó cuando el 3 de agosto Lorena Piñón Rivera tuvo que suspender abruptamente su campaña en Yucatán, por haber recibido presuntas amenazas de muerte.
Previo a la jornada electoral, Lorena Piñón afirmó que ella y Daniel Santos Flores representan a las nuevas generaciones de priistas que aspiran a adquirir el control democrático del PRI.
El 21 de agosto fue designada por Alejandro Moreno Cárdenas como Secretaria de Gestión Social del PRI.

### Diputada federal
Lorena Piñón Rivera es diputada federal de la actual legislatura. Es Secretaria de las Comisiones de Infraestructura y de Cambio Climático y Sostenibilidad. Además, es integrante de la Comisión de Puntos Constitucionales. Asimismo, es la primera Presidenta del Grupo de Amistad con la República Islámica de Irán, desde el establecimiento de relaciones diplomáticas, hace casi 6 décadas.[cita requerida]